# 马蒂亚斯·鲍曼
马蒂亚斯·鲍曼（德語：Matthias Baumann，1963年4月5日—），德国男子马术运动员。他曾代表西德和德国参加1988年和1992年夏季奥林匹克运动会马术比赛，获得一枚金牌和一枚铜牌。